# Vankó György
Vankó György (?) Lendület ösztöndíjas magyar kémikus, fizikus.

## Tanulmányai
Egyetemi tanulmányai alatt az Eötvös Collegium tagja lett. 1993-ban MSc diplomát szerzett az Eötvös Loránd Tudományegyetemen, 1998-ban elnyerte a Tempus Közalapítvány Magyar Állami Eötvös Ösztöndíját. 
2000-ben kémikusi doktori fokozatot szerzett az ELTE-n.

## Szakmai tevékenysége
2001-ben áthelyezte székhelyét a franciaországi European Synchrotron Radiation Facility (ESRF) intézetbe, Grenoble-ba, ahol posztdoktori munkát folytatott. 2002-től az intézet szinkrotronberendezésének ID16-os számú röntgennyalábjánál végzett rugalmatlan szórással kapcsolatos kutatómunkát.
2007-ben az MTA KFKI Részecske- és Magfizikai Intézetének tudományos főmunkatársa lett. 2007 és 2010 között Bolyai János Kutatói Ösztöndíjban részesült.
Kutatómunkáját elsősorban a nagyfelbentású röntgenspektrosukópia, az elektronikus bistabilitás illetve ultragyors effektusok területén végzi, több mint 100 tudományos közlemény szerzője.

## Díjai, elismerései
- Az MTA Fiatal Kutatói Ösztöndíja (2001)
- Schmid Rezső-díj (2009)
- ERC Starting kutatói ösztöndíj (2010-2015)
- Bolyai-plakett (2011)
- Lendület ösztöndíj (2013-2018)[1]

## További információ

### Személyes weboldalak
- Vankó, György | Drupal. mffo.rmki.kfki.hu. [2019. május 9-i dátummal az eredetiből archiválva]. (Hozzáférés: 2019. május 9.)
- György Albert Vankó | Wigner Research Centre for Physics. wigner.mta.hu. [2019. május 9-i dátummal az eredetiből archiválva]. (Hozzáférés: 2019. május 9.)
- Vankó György - ODT Személyi adatlap. doktori.hu. (Hozzáférés: 2019. május 9.)
- Magfizikai Főosztály | MTA Wigner FK Részecske- és Magfizikai Intézet. www.rmki.kfki.hu. (Hozzáférés: 2019. május 9.)

### Ismeretterjesztés
- Galileo Webcast (2017. június 17.). „Vankó György:  Molekuláris mozi”.